# Landtagswahl in Schleswig-Holstein 1983
- SPD: 34
- SSW: 1
- CDU: 39

Die Wahl zum zehnten Landtag von Schleswig-Holstein fand am 13. März 1983 statt.

## Vorherige Landtagswahl
Bei der Landtagswahl am 29. April 1979 hatte die CDU unter Ministerpräsident Gerhard Stoltenberg ihre absolute Mehrheit verteidigen können, während Klaus Matthiesen von der SPD mit seinem Anspruch, Stoltenberg abzulösen, keinen Erfolg hatte.
Im Oktober 1982 war Ministerpräsident Stoltenberg zurückgetreten, nachdem CDU/CSU und FDP auf Bundesebene eine neue Regierung bildeten und der neue Bundeskanzler Helmut Kohl Stoltenberg zum neuen Bundesfinanzminister berief.
Stoltenbergs Nachfolger wurde sein Innenminister Uwe Barschel, der somit mit dem Ziel antrat, die absolute Mehrheit für die CDU verteidigen zu können.
Neuer SPD-Spitzenkandidat in der Nachfolge Matthiesens wurde der ehemalige Bundesbildungsminister Björn Engholm.

## Wahlkampf
Die Wahl stand noch unter dem Eindruck der bundespolitischen Entwicklungen: Eine Woche vor der Landtagswahl fand die Bundestagswahl 1983 statt. Bei dieser wurde der im Oktober 1982 neugewählte Bundeskanzler Kohl bestätigt, CDU/CSU erzielten mit 48,8 Prozent der Stimmen ihr bislang zweitbestes Ergebnis auf Bundesebene. Die FDP, die im Sommer 1982 die Wende von der Koalition mit der SPD unter Bundeskanzler Helmut Schmidt hin zur Union eingeleitet hatte, musste erhebliche Stimmenverluste hinnehmen.
Ein vergleichbarer Trend zeichnete sich für Schleswig-Holstein ab.

## Ergebnis
Wahlberechtigte: 1.965.881
Wähler: 1.667.294 (Wahlbeteiligung: 84,81 %)
Gültige Stimmen: 1.662.472
| Partei           | Stimmen   | Anteil in % | Direkt- man- date | Sitze |
| ---------------- | --------- | ----------- | ----------------- | ----- |
| CDU              | 814.557   | 49,00       | 33                | 39    |
| SPD              | 726.632   | 43,71       | 11                | 34    |
| GRÜNE            | 59.358    | 3,57        |                   |       |
| FDP              | 35.832    | 2,16        |                   |       |
| SSW              | 21.807    | 1,31        |                   | 1     |
| DKP              | 2.199     | 0,13        |                   |       |
| Grüne Demokraten | 1.506     | 0,09        |                   |       |
| FRAUEN           | 409       | 0,02        |                   |       |
| LLSH             | 108       | 0,01        |                   |       |
| FSU              | 8         | 0,00        |                   |       |
| Einzelbewerber   | 56        | 0,00        |                   |       |
| Total            | 1.662.472 |             | 44                | 74    |

Die CDU konnte ihre absolute Mehrheit mit 49,0 Prozent leicht ausbauen.
Die SPD konnte daher trotz leichter Stimmengewinne die Regierung nicht übernehmen.
Die FDP verfehlte diesmal mit 2,2 Prozent der Stimmen den Wiedereinzug in den Landtag deutlich. Die Grünen konnten ihr Ergebnis verbessern, überholten die FDP und wurden drittstärkste Kraft, verblieben mit 3,6 Prozent aber ebenfalls außerhalb des Landtages.
Einzig der SSW, als Partei der dänischen Minderheit von der Sperrklausel befreit, konnte mit 1,3 Prozent der Stimmen auch weiterhin einen Abgeordneten, wiederum Karl Otto Meyer, in den Landtag entsenden, sodass dort nur CDU, SPD und der SSW vertreten waren.

## Resultat
Uwe Barschel wurde als Ministerpräsident wiedergewählt. Björn Engholm legte sein Bundestagsmandat nieder und wurde Oppositionsführer im Landtag.
Am 24. Februar 1983 wurde eine Verlängerung der Wahlperiode um ein halbes Jahr in die Landesverfassung eingefügt, so dass die Wahlperiode vom 12. April 1983 bis zum 2. Oktober 1987 dauerte.